# Албешти (Бихор)
Албешти (рум. Albești) насеље је у Румунији у округу Бихор у општини Рабагани. Oпштина се налази на надморској висини од 173 m.

## Становништво
Према подацима из 2002. године у насељу је живело 334 становника, од којих су сви румунске националности.